# Блекхаузен
Блекхаузен (њем. Bleckhausen) општина је у њемачкој савезној држави Рајна-Палатинат. Једно је од 109 општинских средишта округа Вулканајфел. Према процјени из 2010. у општини је живјело 308 становника. Посједује регионалну шифру (AGS) 7233008.

## Географски и демографски подаци
Блекхаузен се налази у савезној држави Рајна-Палатинат у округу Вулканајфел. Општина се налази на надморској висини од 470 метара. Површина општине износи 6,3 km².

## Становништво
У самом мјесту је, према процјени из 2010. године, живјело 308 становника. Просјечна густина становништва износи 49 становника/km².